# Origma solitaria
Origma solitaria là một loài chim trong họ Acanthizidae. Đây là loài đặc hữu New South Wales ở Australia.
Nghệ sĩ và nhà tự nhiên học người Anh John Lewin đã mô tả loài chim này trong năm 1808. Trong nhiều năm, nó là thành viên duy nhất trong chi của nó cho đến khi công trình nghiên cứu di truyền cho thấy loài này có liên quan đến hai loài chim khác từ New Guinea. Loài này đã tách ra khỏi tổ tiên chung của hai loài còn lại vào khoảng 9 triệu năm trước. Origma solitaria đã được chỉ định tên chính thức bởi Liên minh các nhà điều trị học quốc tế (IOC).